# Tillandsia rectangula
Tillandsia rectangula là một loài thuộc chi Tillandsia. Đây là loài bản địa của Bolivia.